# Phil Daniels
Philip William „Phil“ Daniels (* 25. října 1958 Islington, Londýn) je anglický herec. Nejvíce se proslavil filmovými a televizními rolemi Londýňanů, pocházejících z dělnické třídy, jako je například Jimmy Cooper v Quadrophenii, Richards ve Scum, Stewart v The Class of Miss MacMichael, Danny v Breaking Glass, Mark v Meantime, Billy the Kid v Billy the Kid and the Green Baize Vampire, Kevin Wicks v EastEnders, DCS Frank Patterson v New Tricks a Grandad Trotter v Only Fools and Horses a Rock & Chips. Je také známý spoluprací s hudební skupinou Blur na jejich písni „Parklife“.

## Filmografie

### Film
| Rok  | Název                                     | Role             |
| ---- | ----------------------------------------- | ---------------- |
| 2012 | Vinyl                                     | Johnny Jones     |
| 2008 | Weekes' Revenge                           | Brian Harris     |
| 2008 | Freebird                                  | Grouch           |
| 2006 | Free Jimmy                                | Gaz              |
| 2001 | Goodbye Charlie Bright                    | Eddie            |
| 2000 | Chicken Run                               | Fetcher          |
| 1998 | Still Crazy                               | Neil Gaydon      |
| 1985 | The Bride                                 | Bela             |
| 1985 | Billy the Kid and the Green Baize Vampire | Billy the Kid    |
| 1984 | Meantime                                  | Mark Pollock     |
| 1983 | The Timidity of the Loverat               | Johnny Hitchcock |
| 1980 | Breaking Glass                            | Danny            |
| 1979 | Zulu Dawn                                 | Pullen           |
| 1979 | Quadrophenia                              | Jimmy Cooper     |
| 1979 | Scum                                      | Richards         |
| 1978 | The Class of Miss MacMichael              | Stewart          |
| 1977 | Scum (Banned BBC version)                 | Richards         |
| 1976 | Bugsy Malone                              | číšník           |

### Televize
- Was It Something I Said? (1 epizoda, 2013) — sám sebe
- Rock & Chips (3 epizody, 2010–2011) — Grandad Ted Trotter
- New Tricks (2 epizody, 2009–2010) — D.C.S. Frank Paterson
- Vraždy v Midsomeru (1 epizoda, 2010) — Teddy Molloy
- The 100 Greatest World Cup Moments of All Time! (hlas)
- Breakfast (2 epizody, 2008–2010) — sám sebe
- Blur: Live at Hyde Park, London - 2nd July 2009 (2010) — sám sebe
- Loose Women (3 epizody, 2008–2010) — sám sebe
- Hercule Poirot (1 epizoda, 2009) — Inspektor Hardcastle
- Misfits: Zmetci (1 epizoda, 2009) — Keith the Dog (hlas)
- The Podge and Rodge Show (1 epizoda, 2009) — sám sebe
- Mastermind (1 epizoda, 2009) — sám sebe
- Strictly Come Dancing (4 epizody, 2008) — sám sebe
- Strictly Come Dancing: It Takes Two (1 epizoda, 2008) — sám sebe
- The ONE Show (1 epizoda, 2008) — sám sebe
- Would I Lie to You? (1 epizoda, 2008) — sám sebe
- EastEnders (208 epizod, 2006–2008) — Kevin Wicks
- Children in Need (1 epizoda, 2007) — sám sebe
- British Film Forever (2 epizody, 2007) — sám sebe
- The British Soap Awards 2007 (2007) — sám sebe
- The 50 Greatest Television Dramas (2007) — sám sebe
- A Question of Sport (1 epizoda, 2006) — sám sebe
- Cast & Crew (1 epizoda, 2005) — sám sebe
- Wickham Road (2005) — vypravěč
- Outlaws (12 epizod, 2004) — Bruce Dunbar
- Waking the Dead (1 epizoda, 2004) — Det Supt Andy Bulmer
- The Long Firm (2004) — Jimmy
- Time Gentlemen Please (36 epizod, 2000–2002) — Terry Brooks
- Goodbye Charlie Bright (2001) — Eddie
- Gimme Gimme Gimme (TV) (1 epizoda, 2000) — Freddy Windrush
- Nasty Neighbours (2000) — Robert Chapman
- Sex, Chips & Rock n' Roll (TV) (1999) — Larry Valentine
- Sex and Chocolate (TV film) (1997) — Ian Bodger
- Holding On (1997) — Gary Rickey
- Sunnyside Farm (1997) — Raymond Sunnyside
- The World of Lee Evans (1995) - Hitcher
- One Foot In The Grave: The Wisdom Of The Witch (1995) — Melvin
- Bad Behaviour (1993) — Nunn Brother
- The Pickwick Papers (1985) — Sam Weller
- Meantime (TV/Film) (1984) — Mark Pollock
- I Remember Nelson (TV) (1982) — Will Blackie
- A Midsummer Night's Dream (1981) — Puck
- Raven (1977) — Raven
- The Flockton Flyer (1976, vysíláno 1977) — Don Davis
- Four Idle Hands  (1976) — Mike Dudds
- The Molly Wopsies  (1976) — Alan Musgrove